# Горлицкий, Лев Израилевич
Лев Израилевич Горлицкий (18 февраля [3 марта] 1906, Степанцы, Киевская губерния, Российская империя — 2 ноября 2003, Санкт-Петербург, Россия) — советский конструктор бронетехники. Лауреат двух Сталинских премий.

## Биография
Родился 18 февраля (3 марта) 1906 года в селе Степанцы (ныне Черкасская область, Украина). В семье было шестеро детей.
С семи лет учился в начальной школе, позже — в прогимназии города Богуслава. В 1920 году семья перебралась в Киев. Стал работать слесарем-сборщиком и учился в вечерней школе.
В 1927 году Горлицкий поступил в Киевский политехнический институт на мехфак. С третьего курса группу студентов перевели на военно-механический факультет Ленинградского машиностроительного института (отраслевого вуза Ленинградского политехнического института). Приказом № 61 директора ЛМСИ Евдокимова студента-дипломника Горлицкого перевели в созданный на базе этого факультета Ленинградский военно-механический институт, который он окончил в 1932 году и был направлен в КБ-3 (артиллерийское) на завод «Красный Путиловец».
В 1936 году назначается главным конструктором завода № 7 в Ленинграде, но вскоре вновь возвращается на Ленинградский Кировский Завод (ЛКЗ).
В 1939 году был арестован по обвинению во вредительстве, но в 1940 году выпущен (в дальнейшем также арестовывался по «Ленинградскому делу»).
В августе 1940 года становится главным конструктором ЛКЗ по артиллерийской тематике.
В годы Великой Отечественной войны в составе артиллерийского КБ эвакуируется в Свердловск на Уралмашзавод, где назначается заместителем главного конструктора артиллерийского вооружения Ф. Ф. Петрова. После выделения артиллерийского производства в самостоятельный завод № 9 НКВ в 1942 году он остаётся на Уралмашзаводе начальником КБ (конструкторское бюро создано 20 октября 1942 года в соответствии с решением ГКО СССР).
После прибытия Н. Д. Вернера с СТЗ становится его заместителем и участвует в организации производства танков Т-34 на Уралмашзаводе. В октябре 1942 года возглавил в КБ работу по созданию самоходных артиллерийских установок. С лета 1943 года — главный конструктор Уралмаша по самоходной артиллерии.
Под его руководством были разработаны самоходные установки СУ-122, СУ-85, СУ-100 на базе танка Т-34, а также СУ-100П на оригинальном шасси и семейство машин на её базе. Инженер-полковник (1945 год).
В 1953 году вернулся в Ленинград, где до ухода на пенсию в 1976 году работал ведущим конструктором на ЛКЗ.
Умер 2 ноября 2003 года.

## Награды и премии
- орден Кутузова II степени
- орден Отечественной войны I степени
- два ордена Красной Звезды
- орден «Знак Почёта»
- медали
- Сталинская премия второй степени (1943) — за создание нового вида артиллерийского вооружения (СУ-122, СУ-85 и СУ-100 на базе танка Т-34)
- Сталинская премия первой степени (1946) — за создание САУ[3]